# プエルト・ラピセ
プエルト・ラピセ（Puerto Lápice）は、スペイン・カスティーリャ＝ラ・マンチャ州シウダー・レアル県のムニシピオ（基礎自治体）。

## 名称
自治体名のプエルト・ラピセは、その名称を構成する2つの要素に由来している。まず、「プエルト」は峠の意で、アレーナス・デ・サン・フアンから来ている道が緩やかな上り道となっており、街の手前3kmの地点で小さな峠となっている。そして、「ラピセ」は、自治体がある土地の地質がピエドラ・ラピセア（piedra lapícea）でできているためである。

## 人口
| プエルト・ラピセの人口推移 1900－2010                   |
|                                                         |
| 出典:INE（スペイン国立統計局）1900年 - 1991年、1996年 - |

## 歴史
プエルト・ラピセの歴史はかなり古く、その創設はローマ人によるものとされている。古代のローマ時代の城砦の城壁についての記録が残されており、それには、皇帝トラヤヌスが滞在したというフォソ城のことが記されている。
中世にはカスティーリャ王アルフォンソ8世が聖ヨハネ騎士団に与えたアルフォス・デ・コンスエグラを構成し、同騎士団によって再入植が行われた。
16世紀には、ムルシアへの道を行く絹織物商などの旅人のための数軒の宿屋についての記録のみが残されている。この時代のことは、ミゲル・デ・セルバンテスが『ドン・キホーテ』の中で記している。
1774年国王カルロス3世がプエルト・ラピセに教区と裁判区の許可を与えている。この当時マドリードからアンダルシアエの街道沿いに、プエルト・ラピセに少なくとも4軒の宿屋があり、後にその周囲に人々が住みついた。年代記の確かな情報によると、40軒の家があり、そこには33夫婦と、ひとり者や未亡人などが住み、そして礼拝堂があったという。
1812年のスペイン独立戦争期には、南下するナポレオン軍によって、多くの建物が破壊された。戦争が終わると人口は増加し始め、1841年には自治体として創設された。

## 政治
自治体首長はIXP（Iniciativa por Puerto Lápice）のマリーア・ヘスス・ロペス・ビジャマジョール（María Jesús López Villamayor）で、自治体評議員は、カスティーリャ＝ラ・マンチャ社会党（Partido Socialista de Castilla-La Mancha、PSCM-PSOE）：4、カスティーリャ＝ラ・マンチャ国民党（Partido Popular de Castilla-La Mancha、PPCLM）：2、AES（Ciudadanos por Aldea、アルデアのための住民たち、ローカル政党）：1となっている（2011年5月22日の自治体選挙結果、得票順）
| 1999年6月13日自治体選挙 |        |        |          |
| 政党                    | 得票数 | 得票率 | 獲得議席 |
| PP                      | 469    | 58.70% | 5        |
| PSOE                    | 317    | 39.67% | 4        |

| 2003年5月25日自治体選挙 |        |        |          |
| 政党                    | 得票数 | 得票率 | 獲得議席 |
| PP                      | 466    | 66.38% | 6        |
| PSOE                    | 213    | 30.34% | 3        |

| 2007年5月27日自治体選挙 |        |        |          |
| 政党                    | 得票数 | 得票率 | 獲得議席 |
| PP                      | 363    | 51.20% | 5        |
| PSOE                    | 328    | 46.26% | 4        |

| 2011年5月22日自治体選挙 |        |        |          |
| 政党                    | 得票数 | 得票率 | 獲得議席 |
| PP                      | 311    | 45.07% | 4        |
| PSOE                    | 258    | 37.39% | 4        |
| IXP                     | 94     | 13.62% | 1        |
| API                     | 21     | 3.04%  | 0        |

### 司法行政
プエルト・ラピセはアルカサル・デ・サン・フアン司法管轄区に属す。